# Burn to Shine
Burn to Shine é o quarto álbum de estúdio do cantor Ben Harper e a banda The Innocent Criminals, lançado a 21 de Setembro de 1999.
O disco atingiu o nº 67 da Billboard 200.
| Críticas profissionais                                                      | Críticas profissionais |
| Avaliações da crítica                                                       | Avaliações da crítica  |
| Fonte                                                                       | Avaliação              |
| --------------------------------------------------------------------------- | ---------------------- |
| allmusic                                                                    | [ 2 ]                  |
| Pitchfork Media                                                             | (6/10)                 |
| Esta tabela precisa de ser acompanhada por texto em prosa. Consulte o guia. |                        |

## Faixas
Todas as faixas por Ben Harper
1. "Alone" – 3:58
2. "The Woman in You" – 5:41
3. "Less" – 4:05
4. "Two Hands of a Prayer" – 7:50
5. "Please Bleed" – 4:37
6. "Suzie Blue" – 4:29
7. "Steal My Kisses" – 4:05
8. "Burn to Shine" – 3:34
9. "Show Me a Little Shame" – 3:44
10. "Forgiven" – 5:17
11. "Beloved One" – 4:03
12. "In the Lord's Arms" – 3:06

## Créditos
- Ben Harper - Guitarra, vocal
- Bruce Bishop - Guitarra
- Jim Bogen - Clarinete
- Eve Butler - Violino
- Dean Butterworth - Bateria
- Jon Clarke - Corne inglês, oboé
- Joel Derouin - Violino
- Tyrone Downie - Teclados
- Michael Fay - Banjo
- David Firman - Baixo
- Matt Funes - Viola
- Suzie Katayama - Violoncelo
- David Leach - Percussão
- James Leigh - Trombone
- David Lindley - Banjo, violino, bandolim
- Juan Nelson - Baixo
- Real Time Jazz Band
- Eric Sarafin - Piano, harmónium, flauta doce